# 那吾镇
那吾镇，是中华人民共和国甘肃省甘南藏族自治州合作市下辖的一个乡镇级行政单位。
2017年3月15日，甘肃省民政厅批复同意撤销那吾乡，设立那吾镇。

## 行政区划
那吾镇下辖以下地区：
多合尔村、达色儿村、玛岗村、加惹村、卡斯合村、绍玛村、伊和尼村、早子村和塔瓦村。